# 中華人民共和國軍力報告
《中華人民共和國軍力報告》（The Military Power of the People's Republic of China）是美國國防部為執行2000年通過的《國防授權法案》（National Defense Authorization Act for Fiscal Year 2000, Public Law 106-65）第1202節之規定，向美國國會提交的年度報告；該節規定，美國國防部長應就中華人民共和國現今與未來的軍事戰略向國會提交報告，「報告應針對人民解放軍在未來20年中，軍事技術發展的現況與未來可能的走向，以及中國總體戰略、安全戰略、軍事戰略，以及軍事結構與運作概念的信條與可能發展。」

## 2004年

### 反應
6月7日，美国《国防新闻周刊》披露，美国国防部在报告中给出台军攻击三峡大坝的建议。美国两岸问题专家谭慎格称，国防部能公开讨论台湾如何进行报复，是非常重要的一件事，而攻击三峡大坝“绝对是个好主意”。6月8日，中華民國國防部参谋总长李杰宴请立法院國防委員會委員。会后，民進黨籍立委李鎮楠转述李杰对该报道的评论，“台灣目前已擁有對中國內地進行反擊的能力……我方不會去輕啟戰端，但若台灣遭受到攻擊，我們必會反擊且有能力反擊”，“（报告提及的）那些地點都是我們反擊能力可及之處”。6月9日，立法院质询中，中华民国国防部副部长蔡明宪答询表示，“台湾有能力做这类攻击，但不会瞄准三峡大坝，也不会挑衅。”
6月10日，中华人民共和国外交部发言人刘建超在外交部例行记者会上回答提问，“如果内容属实，那就清楚地表明这个报告充满冷战思维，心怀叵测。”6月16日，中国青年报发表解放军将领刘源的文章，对这一观点和中华民国方面人士进行斥责。”

## 2005年

### 報告內容
2005年度的報告（页面存档备份，存于）於2005年7月19日發表，共52頁，正文部份有6章共42頁，報告有13個圖表，其中部分是附表，佔有3頁。報告正文前的概要中提到，中國作為快速崛起並有全球志向的地區政治及經濟力量，是東亞興起的重要因素；中國的興起對世界有重要連帶影響。美國歡迎和平繁榮中國作為國際社會建設性一員的崛起，但也認為中國正處於戰略決策的十字路口。報告著重討論了人民解放軍加速進行的武力與運作的現代化，以及北京在台灣問題的策略。報告說，短期來看，中華人民共和國致力於防止台灣獨立，而長期來看，人民解放軍會對該地區的既有軍事體系構成威脅。報告認為，人民解放軍採用多種途徑向目標進展，但中國向周邊以外地區投送常規力量的能力仍會有限。報告坦承，中國的戰略與軍事現代化發展祕而不露，外部世界對此的了解非常有限，因此基於更多訊息的判斷是必要的。
該報告的目錄如下：

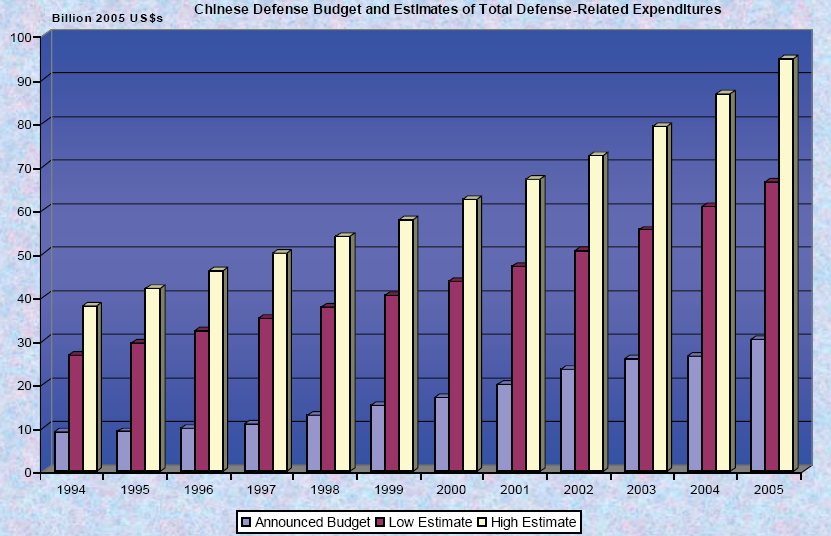
报告中的军费增长情况，来自2006年报告

1. 重要發展（Key Developments）
2. 了解中國的戰略（Understanding China's Strategy）
  1. 合作、坦誠、建設性的中美關係（Cooperative, Candid, and Constructive U.S.-China Relations）
  2. 中國未來圖景（Images of China's Future）
  3. 缺乏對中國戰略的深入見知（Direct Insights into China's Strategy are Few）
  4. 軍事現代化……台灣以外（Military Modernization . . . Beyond Taiwan）
3. 中國的軍事戰略與信條（China's Military Strategy and Doctrine）
  1. 軍事戰略祕而不露（Deception in Military Strategy）
  2. 人民解放軍現代化的戰略方向（Strategic Direction of PLA Modernization）
  3. 現代武器與美國國防轉型的印象（Perceptions of Modern Warfare and U.S. Defense Transformation）
4. 武力現代化的資源（Resources for Force Modernization）
  1. 國防預算趨向（Defense Budget Trends）
  2. 國防工業趨向（Defense Industry Trends）
  3. 解除歐盟武器禁運的連帶後果（Implications of Lifting the EU Arms Embargo）
5. 武力現代化的目標與趨向（Force Modernization Goals and Trends）
  1. 概覽（Overview）
  2. 核威攝（Nuclear Deterrence）
  3. 精確攻擊（Precision Strike）
  4. 快速部署（Expeditionary Operations）
  5. 空中防禦（Air Defense）
  6. 反制限（Anti-Access）
  7. 保護交通生命線（Protecting Vital Lines of Communication）
  8. 後勤保障（Joint Logistics）
  9. 太空與太空反制（Space and Counter-Space）
  10. 電腦網路運作（Computer Network Operations）
6. 中華人民共和國武力現代化與台灣海峽安全（PRC Force Modernization and Security in the Taiwan Strait）
  1. 中國在台灣海峽的戰略（China's Strategy in the Taiwan Strait）
  2. 北京對付台灣的動作（Beijing's Courses of Action against Taiwan）
    1. 勸說與脅嚇（Persuasion and Coercion）
    2. 有限力量選項（Limited Force Options）
    3. 空軍與導彈部署（Air and Missile Campaign）
    4. 封鎖（Blockade）
    5. 兩棲登陸（Amphibious Invasion）
7. 附件：中國與台灣武力數據（Forces Data – China and Taiwan）

### 反應
中華人民共和國政府認為該報告無端指控中國國防現代化、粗暴干涉中國內政、散佈「中國威脅論」、挑撥中華人民共和國與其他國家的關係，違反國際關係基本準則以及中美間三個聯合公報的原則。7月20日，中華人民共和國外交部副部長杨洁篪召見美國駐華大使館臨時代辦謝偉森（David S. Sedney），向美國政府就該報告提出嚴正交涉。当天，白宫发言人麦克莱伦回应表示，美国对亚洲的地区和平与稳定表示关注，但那并不应该被视为美国把中国看作威胁。

## 2007年

### 報告內容
2007年度的報告於2007年5月25日發表，提到中國尚未具備足夠的軍事實力對台灣成功發動攻擊及達成預定的政治目標，一旦中國武力犯台，美國可能干預，經濟會受到重創，國際社會將會制裁，台灣本身也會反擊，可能牽制中國軍力長達數年，中國還可能會因此失去奧運的主辦權。
報告另一方面指出，中國軍事現代化的目標已遠超台海衝突的需要，足以從事亞洲地區的其他軍事任務，包括導彈部署、遠距離作戰裝備、聯合作戰能力，以及指揮後勤系統、太空偵測器等，令北京可以追蹤、辨認甚至鎖定亞太地區的軍事行動。由於中國在中亞有大量的能源及投資，當地若出現不穩，可能誘發中國軍事介入。這亦意味中國面對更強對手時，在保護有爭議的領土或海上運輸線，「主動防禦」的原則有可能是主動攻擊先發制人，尤其是當「面對更強大對手時，先發制人是必要和符合邏輯的」。